# Irakkonferensen i Stockholm 2008

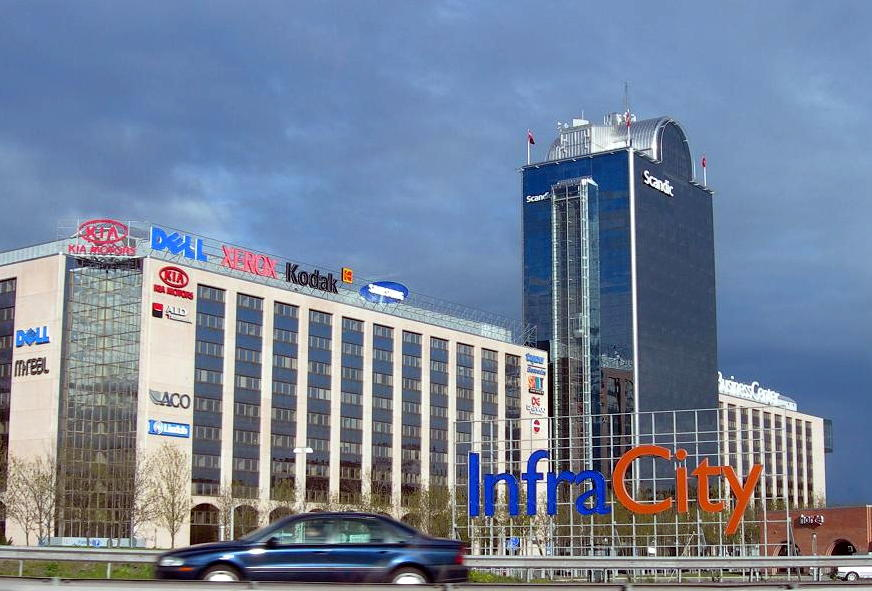
Konferensen hölls i Infra City

Irak-konferensen i Stockholm 2008, eller ICI Stockholm (International Compact on Iraq) var en konferens som arrangerades i Stockholm den 29 maj 2008 för att uppmärksamma Iraks framtid. Det var FN och Irak, som är ordförande i ICI, som hade bjudit in FN:s samtliga medlemsstater liksom ett antal internationella organisationer till denna konferens. Världens utrikesministrar var inbjudna och bland dem som deltog fanns bland annat USA:s utrikesminister Condoleeza Rice  samt FN:s generalsekreterare Ban Ki Moon.
Lokal för konferensen var Scandic Infra City i Upplands Väsby.